# شبرتس
الشِّبْرِتس هو كوكتيل إيطالي مصنوع من النبيذ ، ويقدم عادة مقبلات في جميع أنحاء إيطاليا. يتكون من بُروسيكو، ومادة خالطة (عادةً ماء مكربن)، ومكون طعمة، والذي يمكن أن يكون مشروبًا كحوليًا مرًا، أو مشروبًا فاتحًا للشهية مرًا أو أمارو أو شرابًا. الشبرتس البندقي (نسبة إلى البندقية) الأصلي يستخدم المشروب المر المسمى سلكت مكون نكهة له وصنع في البندقية عام 1920.  وله أنواع الشعبية هي أبرول شبرتس الذي يحوي أبرول و كمباري شبرتس والذي يحوي كمباري.